# Jetgrouten

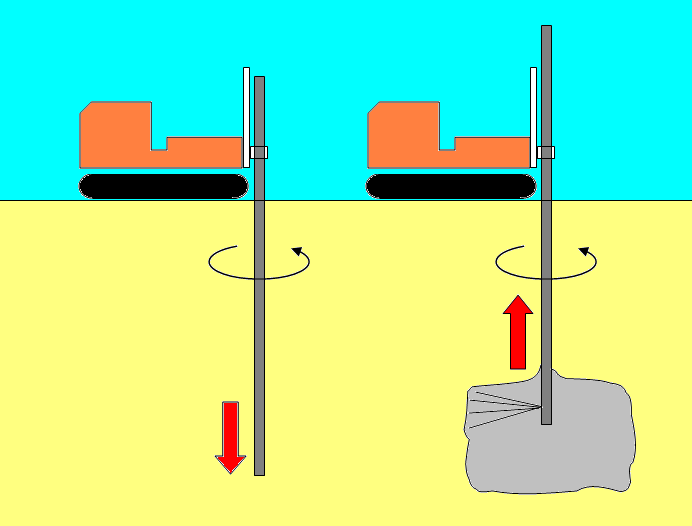
Productieproces jetgrouten

Jetgrouten is een techniek binnen de bouwkunde en weg- en waterbouwkunde die te gebruiken is als waterkering, grondkering en funderingsversterking van belendingen. Dit kan zowel voor definitieve als tijdelijke toepassing. Bij het jetgrouten wordt grout door middel van een roterende, borende lans in de grond geïnjecteerd. De grout vermengt zich hierbij met de grond, waarna na verharding een cilindervormig massief ontstaat. Het injecteren gaat onder hoge druk en wordt ook wel Very High Pressure (VHP) grouting of soilcrete genoemd.

## Toepassingsmogelijkheden
Jetgroutpalen kunnen worden toegepast als:
- paalfundering
- damwand
- waterafsluitende lagen (bijvoorbeeld aan de onderzijde van een bouwkuip)

Het jetgroutsysteem veroorzaakt nagenoeg geen trillingen, waardoor de hinder voor de omgeving beperkt blijft.

## Groutproces
Een stalen buis (de boorlans), met een kleine diameter (± 9,0 cm), wordt vanaf maaiveld in de grond gebracht. Aan de onderzijde van de lans bevinden zich een of meer spuitmonden. Eenmaal op diepte begint het jetgrouten. Hierbij wordt onder hoge druk (200 tot 800 bar) de grout in de grond geïnjecteerd. Hierbij wordt de lans roterend omhooggetrokken. Door de hoge energie van de straal groutsuspensie zal deze zich vermengen met de grond en zo een in situ gevormd grond-cementmengsel vormen. Er wordt nu een kolomvormig massief gevormd. In verschillende grondlagen zal een verschillende optreksnelheid, injectiedruk en water/cementratio worden gehanteerd. Zo zal in zandige grond de druk lager kunnen zijn, en zal in kleiachtige grond een hogere druk moeten worden gehanteerd. Om ontmenging van de grout te voorkomen kan ook worden gekozen de spuitstraal te omhullen met een luchtstraal. Het sturen van dit proces, teneinde in de verschillende grondlagen en op de verschillende diepten een constante diameter te verkrijgen, is een nauwkeurige aangelegenheid. Het is mogelijk kolommen te produceren met diameters variërend van 40 cm tot 2,2 m.

## Groutpalenwand
Door de verschillende groutkolommen overlappend te plaatsen ontstaat er een groutpalenwand. Dit type wand is geschikt als grondkering of eventueel als (tijdelijke) fundering. Een nadeel van een groutpalenwand is dat wanneer deze (grond)water moet keren de betrouwbaarheid niet gegarandeerd kan worden. Het is zeer lastig om dit type wand volledig lekdicht te produceren.

## Groutplaat of groutboog

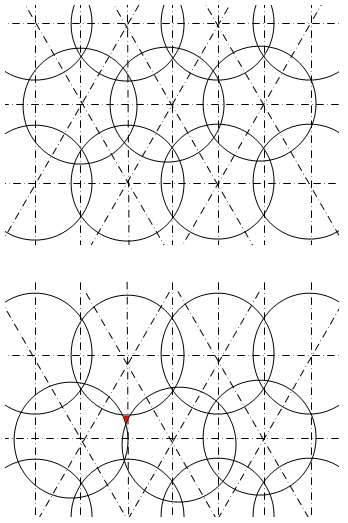
Bovenaanzicht groutplaat en groutplaat met lek

Door de groutkolommen in beperkte hoogte te produceren en onderling te laten overlappen, zal een plaat van een bepaalde dikte ontstaan. De groutboog is te vergelijken met een groutplaat, maar is door zijn boogvorm in principe beter bestand tegen opwaartse drukken. De groutplaat of boog wordt toegepast als waterafsluitende laag bij bouwkuipen. Omdat de cilinders diep onder de grond worden aangebracht, en men dus geen zicht op het werk heeft, bestaat er bij grote werken met grote aantallen cilinders een zeer grote kans dat er een gat ontstaat tussen een aantal cilinders. Het is dan dus vrijwel zeker dat er lekkage in de groutboog of de groutplaat ontstaat. Wanneer dit niet onderkend wordt, bestaat het gevaar op onderlopen van de bouwkuip tijdens de bouw. Deze problematiek heeft bij de bouw van de, inmiddels opgeleverde, Haagse tramtunnel een belangrijke rol gespeeld.

## Compensation grouting[bron?]
Compensation grouting is onder te verdelen in twee groutinjectietechnieken: compaction en fracture grouting.
1. Compaction grouting houdt in dat er stijve grout wordt geïnjecteerd waarbij de grond wordt verdrongen. Hierdoor ontstaat er een bolvormig lichaam. Er zullen verplaatsingen en spanningsverhogingen optreden. Bij deze methode kan slechts eenmaal van een injectiepunt gebruik worden gemaakt.
2. Fracture grouting houdt in dat er onder hoge druk vloeibare grout wordt geïnjecteerd. Hierdoor ontstaat een scheur en lokaal zullen verplaatsingen en spanningsverhogingen optreden. Een groot voordeel van deze methode is dat er vele malen door hetzelfde injectiepunt kan worden geïnjecteerd. De hoge injectiedruk zorgt ervoor dat de groutschil rond het injectiepunt wordt opengebroken en er een nieuwe scheur kan ontstaan. Dit zorgt ervoor dat een geleidelijke inbreng van volume in de grond mogelijk is, waardoor er verplaatsingsgestuurd gewerkt kan worden.

Deze technieken zijn succesvol toegepast bij de Jubilee Line Extension in Londen. De zettingen veroorzaakt door tunnelactiviteiten zijn hierdoor beperkt bij een aantal gevoelige constructies. De Big Ben is hier een voorbeeld van. Verder zijn er toepassingen in Madrid, Lissabon, Wenen, Toronto en Antwerpen.
fundering op staal · fundering op putten · grondverbetering · paalfunderingen (lijst van funderingspaalsystemen) · verdichten